# Lewis Morgan (futbolista)
Lewis Morgan (Greenock, Escocia, Reino Unido, 30 de septiembre de 1996) es un futbolista escocés. Juega de extremo y su equipo es el New York Red Bulls de la Major League Soccer. Es internacional absoluto por la selección de Escocia desde 2018.

## Trayectoria
Formado en las inferiores del Rangers F. C., Morgan se unió al St. Mirren F. C. en septiembre de 2013. Debutó por el primer equipo del club el 27 de septiembre de 2014 en la derrota por 2-1 de local ante el Celtic F. C. por la Scottish Premiership.
El 5 de enero de 2018, el jugador fichó en el Celtic de Glasgow y fue enviado de regreso al St. Mirren a préstamo por el resto de la temporada.
Para la temporada 2018-19, se le asignó el dorsal 16 y debutó por el Celtic el 10 de julio de 2018 contra el Alashkert Football Club por la Liga de Campeones de la UEFA 2018-19. El 31 de enero de 2019, fue enviado a préstamo al Sunderland A. F. C. de la League One inglesa.
En enero de 2020, firmó contrato en el Inter de Miami de la MLS.
Luego de dos temporadas en Miami, el 12 de diciembre de 2021 fue transferido al New York Red Bulls.

## Selección nacional
En mayo de 2018 fue citado por Alex McLeish para disputar los encuentros amistosos de la selección de Escocia ante Perú y México. Debutó el 30 de mayo en la derrota por 2-0 ante Perú.

### Participaciones en Eurocopas
| Copa          | Sede     | Resultado    | Partidos | Goles |
| ------------- | -------- | ------------ | -------- | ----- |
| Eurocopa 2024 | Alemania | Primera fase | 1        | 0     |

## Estadísticas
Actualizado al último partido disputado en la temporada 2024.
| Club | Div.          | Temporada     | Liga  | Liga  | Copas nacionales(1) | Copas nacionales(1) | Copas internacionales(2) | Copas internacionales(2) | Total | Total |
| Club | Div.          | Temporada     | Part. | Goles | Part.               | Goles               | Part.                    | Goles                    | Part. | Goles |
| --- | ------------- | ------------- | ----- | ----- | ------------------- | ------------------- | ------------------------ | ------------------------ | ----- | ----- |
| St. Mirren F. C. Escocia | 1.ª           | 2014-15       | 8     | 0     | 0                   | 0                   | –                        | –                        | 8     | 0     |
| St. Mirren F. C. Escocia | 2.ª           | 2015-16       | 18    | 1     | 4                   | 0                   | –                        | –                        | 22    | 1     |
| St. Mirren F. C. Escocia | 2.ª           | 2016-17       | 33    | 6     | 13                  | 4                   | –                        | –                        | 46    | 10    |
| St. Mirren F. C. Escocia | 2.ª           | 2017-18       | 35    | 14    | 7                   | 4                   | –                        | –                        | 42    | 18    |
| St. Mirren F. C. Escocia | Total club    | Total club    | 94    | 21    | 24                  | 8                   | 0                        | 0                        | 118   | 29    |
| Celtic F. C. Escocia | 1.ª           | 2018-19       | 9     | 0     | 1                   | 0                   | 3                        | 0                        | 13    | 0     |
| Sunderland A. F. C. Inglaterra | 3.ª           | 2018-19       | 20    | 1     | 2                   | 1                   | –                        | –                        | 22    | 2     |
| Sunderland A. F. C. Inglaterra | Total club    | Total club    | 20    | 1     | 2                   | 1                   | 0                        | 0                        | 22    | 2     |
| Celtic F. C. Escocia | 1.ª           | 2019-20       | 5     | 0     | 3                   | 0                   | 10                       | 2                        | 18    | 2     |
| Celtic F. C. Escocia | Total club    | Total club    | 14    | 0     | 4                   | 0                   | 13                       | 2                        | 31    | 2     |
| Inter de Miami Estados Unidos | 1.ª           | 2020          | 24    | 5     | –                   | –                   | –                        | –                        | 24    | 5     |
| Inter de Miami Estados Unidos | 1.ª           | 2021          | 34    | 2     | –                   | –                   | –                        | –                        | 34    | 2     |
| Inter de Miami Estados Unidos | Total club    | Total club    | 58    | 7     | 0                   | 0                   | 1                        | 0                        | 58    | 7     |
| New York Red Bulls Estados Unidos | 1.ª           | 2022          | 33    | 15    | 4                   | 3                   | –                        | –                        | 37    | 18    |
| New York Red Bulls Estados Unidos | 1.ª           | 2023          | 5     | 0     | 0                   | 0                   | 1                        | 0                        | 6     | 0     |
| New York Red Bulls Estados Unidos | 1.ª           | 2024          | 34    | 13    | –                   | –                   | 2                        | 0                        | 36    | 13    |
| New York Red Bulls Estados Unidos | Total club    | Total club    | 72    | 28    | 4                   | 3                   | 3                        | 0                        | 79    | 31    |
| Total carrera | Total carrera | Total carrera | 258   | 57    | 34                  | 12                  | 16                       | 2                        | 308   | 71    |
| (1) Incluye datos de la Copa de Escocia, la Copa de la Liga de Escocia, la Scottish Challenge Cup, la FA Cup, la Copa de la Liga de Inglaterra, el EFL Trophy y la US Open Cup. (2) Incluye datos de la Liga de Campeones de la UEFA, la Liga Europa de la UEFA y la Leagues Cup. |               |               |       |       |                     |                     |                          |                          |       |       |

### Hat-tricks
| 1 | 5 de marzo de 2022  | BMO Field, Toronto       | Toronto FC - NY Red Bulls  |  | 1 - 4 | MLS 2022 |
| 2 | 23 de marzo de 2024 | Red Bull Arena, Harrison | NY Red Bulls - Inter Miami |  | 4 - 0 | MLS 2024 |

## Palmarés

### Títulos nacionales
| Título                     | Club             | País    | Año     |
| -------------------------- | ---------------- | ------- | ------- |
| Scottish Championship      | St. Mirren F. C. | Escocia | 2017-18 |
| Copa de la Liga de Escocia | Celtic F. C.     | Escocia | 2019-20 |